# Тюльпан двоцвітий
Тюльпа́н двоквітко́вий, тюльпан двоцвітий (Tulipa biflora) — багаторічна рослина родини лілійних. Вид занесений до Червоної книги України у статусі «Вразливий». Декоративна культура.

## Опис

Проросла цибулина

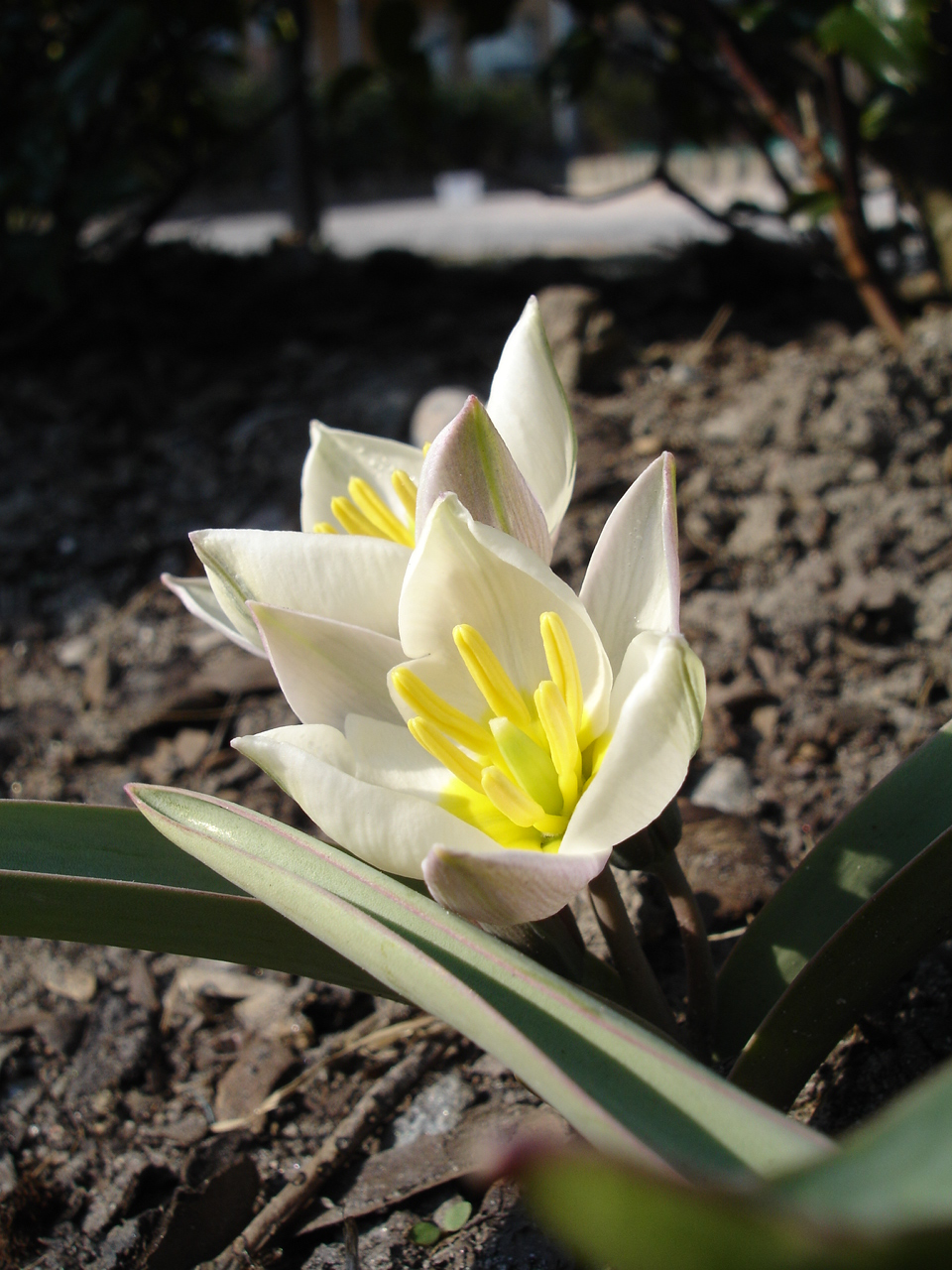
Квітка великим планом

Трав'яниста рослина 10-25 см заввишки, геофіт, ранньовесняний ефемероїд. Цибулини завширшки 1-1,5 см, яйцеподібні, з коричневими оболонками, вкритими зсередини рожевими волосками. Стебла голі, червонувато-зелені. Листків зазвичай два. Вони голі, гладкі, довші за квітконос, жолобчасті, серпоподібно вигнуті, сизуваті, по краях мають тьмяну пурпурову облямівку. Їхня форма залежить від екологічних умов: при достатньому зволоженні рослини формують ланцетні листки з рівним краєм; при недостатньому зволоженні утворюються лінійні листки, інколи зі слабохвилястим краєм та скручені уздовж.
Квітки запашні, поодинокі або розташовані по 2-6 на квітконосі. На стадії пуп'янку квітконос прямостоячий, при повному розкритті квітки злегка пониклий. Листочків оцвітини 6 штук, вони 3-4 см завдовжки, всередині білі з великою жовтою плямою при основі, ззовні листочки внутрішнього кола білі, а листочки зовнішнього кола — блідо-лілуваті з більш-менш помітною зеленкуватою середньою жилкою. Внутрішні пелюстки в 1,5 рази вужчі за зовнішні. Крім того, зовнішні пелюстки приблизно на третину вужчі за внутрішні. Тичинки вдвічі коротші за пелюстки, жовті. Тичинкові нитки циліндричні. Пиляки жовті з чорним кінчиком, вдвічі коротші за тичинкові нитки, біля основи мають волосисте кільце. Зав'язь з коротким стовпчиком.
Плід — широкояйцеподібна сірувата коробочка 8-13 мм завдовжки. Насіння пласке, коричневе, трикутне із заокругленими кінчиками.
Число хромосом 2n = 24.

## Екологія
Рослина посухостійка, світлолюбна, не переносить найменшого затінення, віддає перевагу щебенистим, глинистим, каштановим ґрунтам та сухим чорноземам, особливо еродованим. Зростає у рівнинних типчаково-ковилових, полинових, полиново-дерниннозлакових і солончакових степах, напівпустелях, на еродованих глинистих схилах на висоті від 50 до 3000 метрів над рівнем моря (в Криму лише на висоті 50-150 м). Задернення не виносить, тому у густому травостої не трапляється.
Цвітіння відбувається у квітні-травні, на півдні ареалу воно може розпочинатись навіть у березні. Запилюється комахами. Плодоносить у травні-червні. Розмножується насінням, яке викидається при розгойдуванні коробочок (автохорія) та вегетативно (цибулинами).
У культурі відмічено поїдання цибулин тюльпану двоквіткового сліпаками.

## Поширення
Тюльпан двоквітковий належить до ірано-малоазійської флори. Він розповсюджений на Кавказі, у Закавказзі, Східній Туреччині, на Кубані, Ставропіллі, у Надволжі, Центральній Азії, Казахстані, Західному Сибіру. Окремі осередки цього виду знайдені у Сербії, Йорданії та Єгипті.
Через Україну проходить західна межа ареалу. Найчисленніші популяції трапляються у Криму (Чокрацький масив, Тарханкутський півострів, мис Казантип, околиці Коктебеля). На мисі Чауда розташований найбільший з європейських осередків тюльпану двоквіткового площею близько 16 км². Також декілька нечисленних популяцій виявлено на Донецькому кряжі.

## Статус виду
Оскільки в Україні тюльпан двоквітковий росте переважно в Криму, тобто в зоні з високим рекреаційним навантаженням, його відтворенню заважають збирання квітів, викопування рослин, витоптування, випасання худоби, розорювання й ерозія схилів, господарська діяльність. Показово, що в 1976 році унікальна популяція біля Судака, спочатку описана як самостійний вид під назвою тюльпан Кальє, була цілком знищена саме внаслідок будівництва. Разом з тим помічено, що після зниження пасовищного навантаження цей вид швидко відновлюється.
Вид охороняється в Опуцькому і Казантипському заповідниках, вирощується в Національному ботанічному саду імені Миколи Гришка, Донецькому і Нікітському ботанічних садах. За межами України охороняється в Росії, де занесений в регіональні Червоні книги Саратовської області і Краснодарського краю.

## Застосування
Квіти цього виду невисокі, дрібні, але досить привабливі завдяки двоколірному забарвленню. Крім того, цвітіння насаджень цього тюльпану досить рясне, що дозволяє віднести його до декоративних рослин. В культурі вид відомий з 1806 року. Зазвичай тюльпан двоквітковий висаджують в альпінаріях. Рослини потребують родючого, проникного, нейтрального ґрунту. Їх висаджують на глибину 10-12 см на добре освітлених місцях, бо в затінку їхні дрібні квіти робляться непоказними, стебла витягуються або рослини не цвітуть взагалі.

## Синоніми
- Liriopogon biflorum (Pall.) Raf.
- Orithyia biflora (Pall.) Kunth
- Podonix albiflora Raf.
- Tulipa bessarabica Zapal.
- Tulipa biflora var. buhseana Regel
- Tulipa biflora var. major Boiss.
- Tulipa binutans Vved.
- Tulipa buhseana Boiss.
- Tulipa callieri Halácsy & Levier
- Tulipa crispatula Boiss. & Buhse
- Tulipa halophila Bornm. & Gauba
- Tulipa humilis var. crispatula (Boiss. & Buhse) Boiss.
- Tulipa koktebelica Junge
- Tulipa polychroma Stapf
- Tulipa sylvestris var. biflora (Pall.) Ledeb.
- Tulipa talijevii Klokov & Zoz[3]

Слід зазначити, що серед ботаніків не існує єдиної думки стосовно синонімії з таксоном Tulipa polychroma: в той час як одні вважають його тотожним тюльпану двоквітковому, інші додержуються думки, що це різні, хоча й дуже близькі види, які важко піддаються визначенню.